# Fred Rosser
Pour les articles homonymes, voir Rosser (homonymie).
Frederick Douglas Rosser III (né le 2 novembre 1983 à Union Township dans le New Jersey) est un catcheur (lutteur professionnel) américain.
Il est essentiellement connu pour son travail à la World Wrestling Entertainment de 2009 à 2017 sous le nom de Darren Young. Il est actuellement sous contrat avec la New Japan Pro-Wrestling, où il travaille sous le nom de Fred Rosser.
À la WWE, il s'est fait connaître en tant que membre du clan The Nexus. Il a également fait partie de la saison 5 de NXT après avoir participé à la première saison de l'émission. Son pro lors de la 5e saison était Chavo Guerrero, avant le départ de ce dernier en juin 2011. Il forme ensuite une équipe avec Titus O'Neil nommée « The Prime Time Players », avec qui il remportera le WWE Tag Team Championship en 2015.
En août 2013, il est le premier catcheur américain à faire son coming out, annonçant son homosexualité en répondant à un journaliste qui lui demandait comment l'homosexualité et le catch pouvaient s'accorder.

## Carrière

### Circuit indépendant (2002-2009)
Rosser fait ses débuts professionnels en 2002 et passe plus de deux ans sur le circuit indépendant. 
Le 17 mai 2003, il gagne son premier titre en battant son ancien entraîneur Kevin Knight pour le Championnat Poids Lourds IWF à Woodland Park, titre qu'il garde une moitié d'année pour le perdre contre Roman le 17 janvier 2004. 
Rosser commence une rivalité[Quand ?] avec Prince Nana pour le Championnat britannique poids mi-lourds ECWA et le bat finalement pour le titre à Newark, dans le Delaware, le 18 septembre 2004. Il perd le titre face à Nick Malakai moins de deux mois plus tard.

### World Wrestling Entertainment (2009-2017)

#### Florida Championship Wrestling (2009-2010)
En mai 2009, il signe un contrat de développement avec la World Wrestling Entertainment (WWE). Il part alors lutter dans le club-école de la WWE, la Florida Championship Wrestling, sous le nom de Darren Young. Il le quitte pour participer à la saison 1 de NXT.

#### Saison 1 deNXT(2010)
Darren Young participe à l'épisode inaugural de NXT le 23 février 2010, qui remplace l'ECW. Son pro est CM Punk. Il finit cinquième de la saison sur les huit rookies.

#### The Nexus (2010)

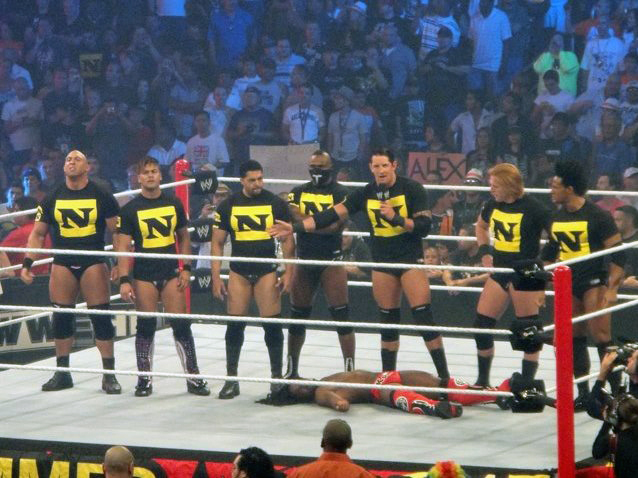
The Nexus à SummerSlam. Darren Young est à l'extrême droite, sur le ring.

Darren Young fait ses débuts à Raw le 7 juin avec tous les rookies de la saison 1 de NXT, pendant le match entre CM Punk et John Cena, et attaquent les deux adversaires avant de dévaster le ring. Il effectue un Heel Turn. Les rookies se présentent la semaine suivante comme un clan appelé The Nexus, dirigé par Wade Barrett, qui réclame un contrat officiel pour tous ses partenaires. Pendant les semaines qui suivent, le clan continue d'attaquer les catcheurs et les officiers de la WWE, s'occupant principalement d'intervenir pendant les matchs de John Cena. Une rivalité se forme donc entre la Nexus et Cena qui emmènent à un match dans le main-event de SummerSlam, dans un 7 contre 7 à élimination, où l'équipe de John Cena (Cena, John Morrison, Edge, Chris Jericho, Bret Hart, R-Truth et Daniel Bryan) ressort vainqueur du match. Le lendemain, après avoir perdu face à Cena, il est banni de la Nexus et se fait passer à tabac par son désormais ancien clan.

#### Carrière en solo (2010-2011)
Lors du Raw du 6 septembre, il intervient lors du main event opposant Randy Orton et Wade Barrett, en provoquant une distraction et faisant perdre son ancien leader. Il effectue un Face Turn. Il subit juste après un RKO de Randy Orton.
Il fait sa première apparition à Raw le 4 octobre en tant que Face pour un match. Il participe à la Bataille Royale, dont le gagnant deviendra le challenger no 1 au titre de WWE Champion. Il est éliminé par ses anciens coéquipiers de la Nexus.
Il devient dès lors un jobber, toujours en tant que face.

#### Retour àNXT(2011-2012)
Lors de la 5e saison de NXT (appelée NXT Redemption), il est le rookie de Chavo Guerrero.
Par la suite, pour cause du licenciement de Chavo Guerrero, il se retrouve sans pro. Le 5 octobre, il est suspendu pour 30 jours pour sa première violation de la politique de bien-être de la WWE. Il fait son retour le 16 novembre, à NXT, en attaquant Titus O'Neil et en lui portant son finisher.

#### The Prime Time Players (2012-2014)
Darren Young, avec Titus O'Neil, en tant qu'équipe, font leurs débuts en tant que Heel à SmackDown le 20 avril 2012, où ils gagnent contre The Usos.
Lors de No Way Out, ils battent The Usos, Justin Gabriel et Tyson Kidd, ainsi qu'Epico et Primo, pour avoir l'opportunité d'affronter les champions par équipe. Lors de Money in the Bank, ils perdent face à Epico et Primo. À SummerSlam, ils perdent contre Kofi Kingston et R-Truth et ne remportent pas les WWE Tag Team Championship.
Lors de Heel in a Cell, ils perdent contre Rey Mysterio et Sin Cara. Lors des Survivor Series, ils perdent avec Tensai, Epico et Primo face à Rey Mysterio, Sin Cara, Justin Gabriel, Tyson Kidd et Brodus Clay dans un Elimination Match.
Le 27 janvier 2013 lors du Royal Rumble, il participe au Royal Rumble Match qui est remporté par John Cena.
Young va être hors des rings pendant plusieurs mois, après avoir subi une blessure au genou.
Il fait son retour lors du Raw du 25 février en équipe avec Titus O'Neil et perdent contre Daniel Bryan et Kane.
Lors de Raw du 19 août, ils perdent contre The Real Americans (équipe Heel), ils effectuent donc un Face Turn.
Lors de Smackdown du 31 janvier 2014, ils perdent Curtis Axel et Ryback. Il se fait attaquer par Titus O'Neil après le match, ce qui met fin à leur alliance.

#### Retour en solo et blessure (2014-2015)
Lors de Smackdown du 14 février, il bat Damien Sandow. Lors de Elimination Chamber, il perd contre Titus O'Neil.
Le 16 avril sur Twitter, il annonce qu'il est blessé.
À la suite d'une opération aux ligaments en avril, il a été annoncé qu'il sera de retour en septembre ou octobre 2014.[réf. nécessaire]

#### Retour des Prime Time Players (2015)

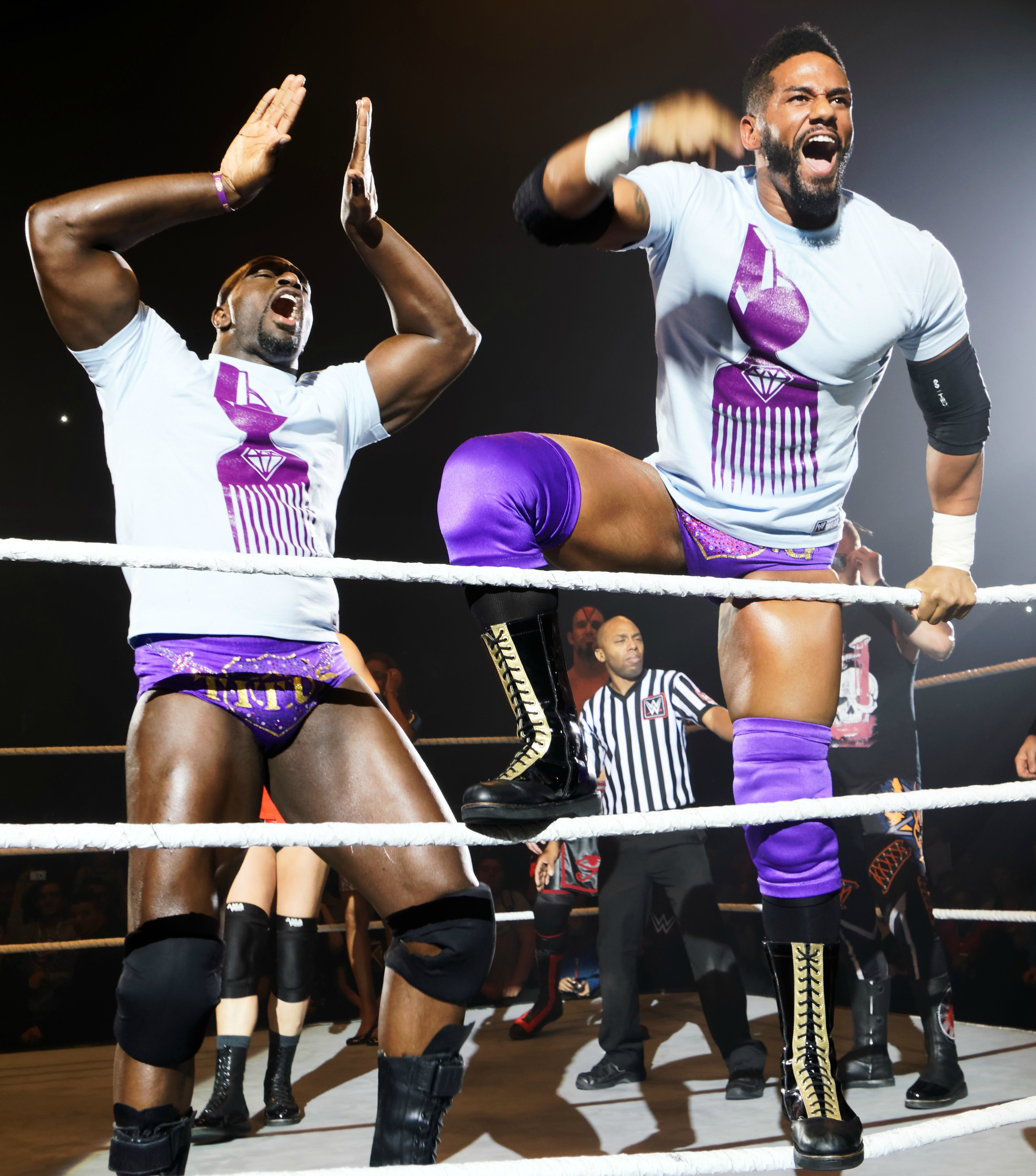
Titus O'Neil (à gauche) et Darren Young (à droite) en avril 2015.

L'équipe se reforme en février 2015, après le retour de Darren Young.
Ils n'arrivent pas à récupérer les titres par équipe lors d'Elimination Chamber dans un Elimination Chamber match au profit de The New Day, qui incluaient Los Matadores, The Ascension et The Lucha Dragons.
Lors de Money in the Bank, ils battent Big E et Xavier Woods et deviennent les nouveaux WWE Tag Team Champions. Lors de Battleground, ils battent The New Day et donc conserve leur titres par équipe. Lors de SummerSlam, ils perdent leurs titres au profit de The New Day dans un Fatal four way tag team match qui comprenait The Lucha Dragons et Los Matadores.

#### Alliance avec Bob Backlund, Rivalité avec Titus O'Neil et départ (2016-2017)
Lors des premiers mois de l'année 2016, des vignettes de lui avec son nouvel entraîneur Bob Backlund sont diffusées. Il entame ensuite une rivalité avec son ancien partenaire Titus O'Neil. 
Lors de Battleground, il ne remporte pas le WWE Intercontinental Championship contre The Miz après une double disqualification. À la fin du match, il attaque ce dernier.
Le 29 octobre 2017, il est renvoyé par la WWE.

### Chikara (2018)
Le 31 août 2018 lors du premier jour de CHIKARA King of Trios 2018, il reforme partiellement The Nexus avec PJ Black (anciennement Justin Gabriel) et Tyrone Evans (anciennement Michael Tarver) et ensemble ils battent Juan Francisco De Coronado, Rick Roland & Sloan Caprice. Le 1er septembre lors du deuxième jour de CHIKARA King of Trios 2018, ils perdent contre Brian Milonas, Cam Zagami & Chris Dickinson.

### New Japan Pro Wrestling (2020-...)
Le 27 août 2020, Fred Rosser signe avec la NJPW.
Il fait ses débuts lors de l'épisode de Strong du 4 septembre, en équipe avec Alex Zayne, ils battent The DKC et Clark Connors.
Le 15 mai 2022 lors de NJPW STRONG #96 - Collision 2022 - Tag 3, il remporte le Strong Openweight Championship en battant Tom Lawlor.
Le 18 février 2023 lors de Battle In The Valley, il perd face à KENTA, ne conservant pas son titre et mettant fin à un règne de 279 jours.

### National Wrestling Alliance (2021)
Le 23 mars 2021, il fait ses débuts à NWA Powerrr en gagnant contre Marshe Rockett et Matt Cross pour devenir challenger au NWA World Television Championship.

## Filmographie
Télévision
- 2013 : Total Divas (saison 1, épisode 2)
- 2013 : The Ellen DeGeneres Show
- 2015 : Swerved

## Vie privée
Les lutteurs préférés de Rosser sont Shawn Michaels et Ricky Steamboat.  
Dans une interview publiée le 15 août 2013, Rosser y dévoile son homosexualité. 
Rosser est en couple avec Niccolo Villa depuis 2011.
Le 26 avril 2017, Rosser révèle que sa mère est homosexuelle lors de son entretien avec Afterbuzz.

## Palmarès
- Chaotic Wrestling
  - 1 fois Chaotic Wrestling New England Champion
  - 1 fois Champion par équipes avec Rick Fuller
- East Coast Wrestling Association
  - 2 fois Champion Poids-Lourds
  - 1 fois ECWA Mid Atlantic Champion
- Independent Wrestling Federation
  - 2 fois Champion Poids-Lourds
  - Commissioner's Cup Tag Team Tournament (2003) avec Hadrian
  - Commissioner's Cup Tag Team Tournament (2004) avec Kevin Knight
  - Commissioner's Cup Tag Team Tournament (2006) avec Franciz
  - Tournament of Champions (2004)
- National Wrestling Superstars
  - 1 fois Champion par équipes avec Bulldog Collare
- New Japan Pro Wrestling
  - 1 fois Strong Openweight Championship
- Pro Wrestling Illustrated
  - Classé 317e des 500 meilleurs catcheurs en 2008.
- World Wrestling Entertainment
  - 1 fois WWE Tag Team Champion avec Titus O'Neil
  - Slammy Award du Moment le plus choquant de l'année (2010) - Pour les débuts de Nexus

## Récompenses de magazines
- Pro Wrestling Illustrated
  - Rivalité de l'année en 2010 - The Nexus contre WWE
  - Catcheur le plus détesté en 2010 - avec The Nexus
  - Catcheur le plus inspiré de l'année en 2013

| Année | 2008 | 2009 | 2010 | 2011 | 2012 | 2013 | 2014 | 2015 | 2016 | 2017 à 2020 | 2021 | 2022 | 2023 |
| ----- | ---- | ---- | ---- | ---- | ---- | ---- | ---- | ---- | ---- | ----------- | ---- | ---- | ---- |
| Rang  | 317  | 418  | 197  | 205  | 157  | 89   | 241  | 175  | 189  | Non classé  | 236  | 151  | 105  |